# Kirche Förthen

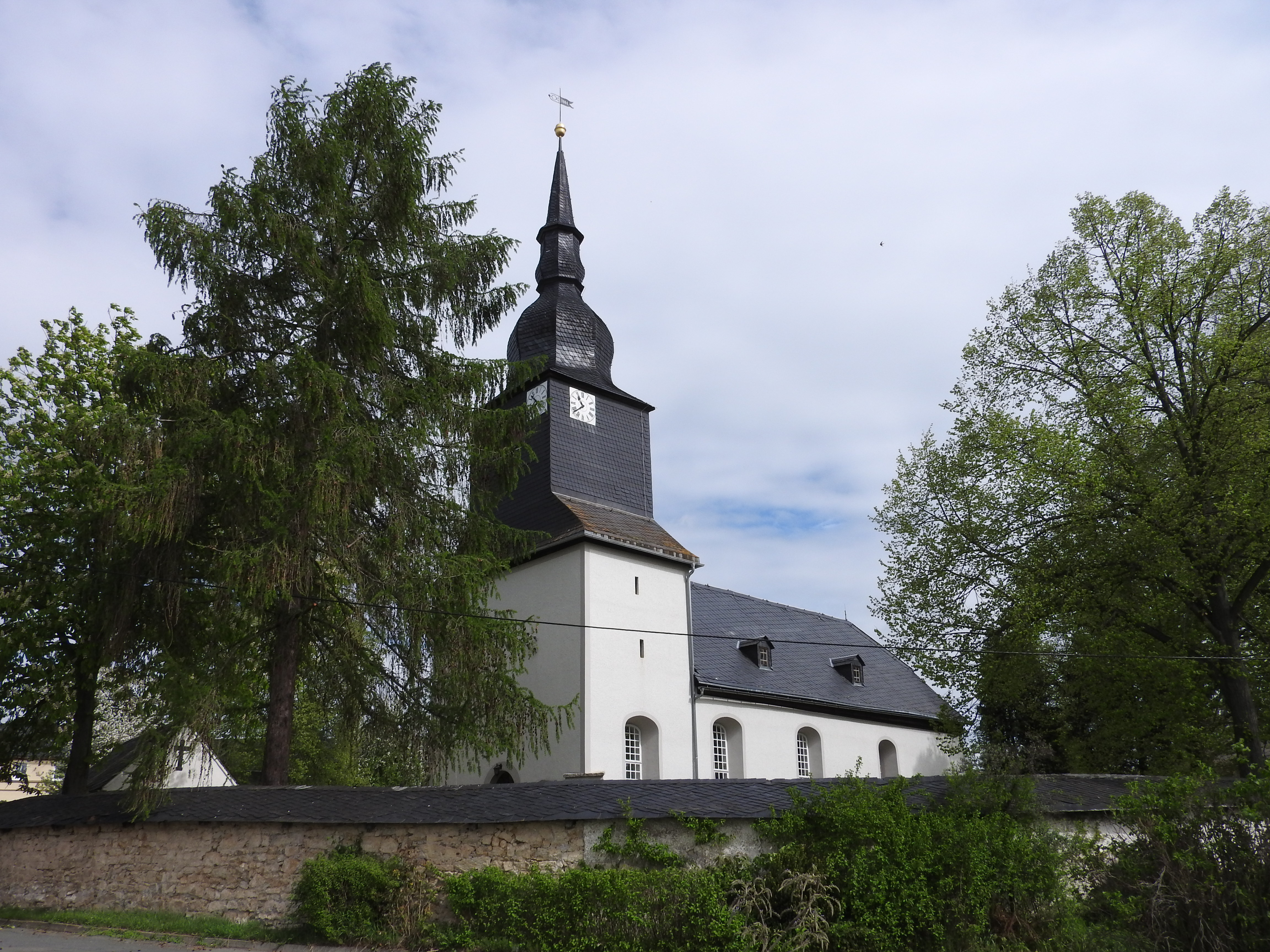
Kirche Förthen

Die evangelisch-lutherische Filialkirche Förthen steht in Förthen, ein Ortsteil der Stadt Zeulenroda-Triebes im Landkreis Greiz in Thüringen. Die Kirchengemeinde Förthen gehört zum Pfarrbereich Langenwolschendorf des Kirchenkreises Greiz der Evangelischen Kirche in Mitteldeutschland.

## Beschreibung
Die Saalkirche mit einem querrechteckigen Kirchturm im Westen und im Osten die Sakristei wurde im 18. Jahrhundert unter Verwendung mittelalterlicher Reste der Vorgängerkirche gebaut. Am Turm sind im Bereich des Sockels Reste von Strebepfeilern vorhanden. Im schiefergedeckten, mit einer geschwungenen Haube versehene Turm befindet sich der Vorraum. Das Kirchenschiff ist mit einem schiefergedeckten Satteldach bedeckt. Der Innenraum ist mit einer Flachdecke überspannt. Er hat eingeschossige Emporen. Die Kirchenausstattung stammt von 1776. Das Altarretabel ist um 1500 entstanden. An den Flügeln sind Schnitzfiguren, links Petrus und rechts Paulus. Im Schrein in der Mitte Maria mit Kind, flankiert von den Barbara und Katharina. An den Außenseiten sind noch Reste von Malerei vorhanden.
Die Orgel mit 9 Registern, verteilt auf ein Manual und Pedal, wurde von einem unbekannten Orgelbauer errichtet.
Im 19. Jahrhundert und 1988 wurde die Kirche restauriert.